# Fairchild Swearingen Metroliner
Fairchild Swearingen Metroliner ali Fairchild Aerospace Metro je dvomotorno 19-sedežno turbopropelersko potniško letalo. Sprva ga je proizvajal Swearingen Aircraft kasneje pa Fairchild v tovarni v San Antoniu, Teksas. Prvi let je bil 26. avgusta 1969. V letih 1968–2001 so zgradili čez 600 letal, ki so se uporabljali tudi v vojski. 

## Specifikacije (Metro III)
Podatki iz The Encyclopedia of World Aircraft; Donald 1997, p. 388
Splošne karakteristike
- Posadka: 2
- Število sedežev: 19 potnikov ali 4,06 m³ tovora
- Dolžina: 59 ft 4 in (18,09 m)
- Razpon kril: 57 ft 0 in (17,37 m)
- Višina: 16 ft 8 in (5,08 m)
- Površina kril: 310 ft² (28,71 m²)
- Teža praznega letala: 8737 lb (3963 kg)
- Maks. vzletna teža: 14500 lb ali 16,000 lb (odvisno od modela) (6577 kg ali 7257 kg (odvisno od modela))
- Pogon letala: 2 ×  turboprop z vbrizgom mešanice alkohola in vode (AWI) Garrett AiResearch TPE-331, 1 000 KM (suh), 1100 KM (z AWI) (745,5 kW, 820 kW (z AWI))  vsak
- Propelerji: 4-kraki McCauley 4HFR34C652 ali Dowty Rotol R.321/4-82-F/8 [1]

 Zmogljivost 
- Maks. hitrost: 311 vozlov (355 mph, 576 km/h)
- Potovalna hitrost: 278 vozlov (318 mph, 515 km/h)
- Doseg: 1150 nm[2] (1065 km ali 2131 km)
- Višina leta: 25000 ft (7620 m)